# Not in This Lifetime... Tour
Il Not in This Lifetime… Tour è stato il settimo tour di concerti della band statunitense Guns N' Roses.
Esso marcò il ritorno del chitarrista Slash e del bassista Duff McKagan, membri fondatori del gruppo. 
Il tour fu premiato ai Billboard Touring Awards nel novembre del 2017 come Top Tour/Top Draw e fu nominato per Top Boxscore.

## Artisti d'apertura
La seguente lista rappresenta il numero correlato agli artisti d'apertura nella tabella delle date del tour.
- Alice in Chains = 1
- The Cult = 2
- Tyler Bryant & The Shakedown = 3
- Chris Stapleton = 4
- Wolfmother = 5
- Billy Talent = 6
- Lenny Kravitz = 7
- Skrillex = 8
- The Struts = 9
- The Pink Slips = 10
- Zakk Wylde = 11
- Area 7 = 12
- Wild Parade = 13
- Cielo Razzo = 14
- Massacre = 15
- Airbag = 16
- Scalene = 17
- Plebe Rude = 18
- Marky Ramone = 19
- Gandhi = 20
- Babymetal = 21
- Man with a Mission = 22
- Rose Tattoo = 23
- Point of View = 24
- Royal Blood = 25
- Mark Lanegan = 26
- Otherkin = 27
- The Darkness = 28
- Phil Campbell & The Bastard Sons = 29
- The Kills = 30
- Killing Joke = 31
- Virgin = 32
- Biffy Clyro = 33
- Backyard Babies = 34
- Michael Monroe = 35
- Deftones = 36
- Sturgill Simpson = 37
- Live = 38
- Our Lady Peace = 39
- ZZ Top = 40
- The Who = 41
- Manic Street Preachers = 42
- Greta Van Fleet = 43
- Rival Sons = 44
- Volbeat = 45
- Nothing More = 46
- Gojira = 47
- Other Noises = 48
- The Dead Daisies = 49
- Ghost = 50
- Graveyard = 51
- Wonderboom =  52
- Kings of Spade = 53
- Shooter Jennings = 54
- Bishop Gunn = 55
- Blackberry Smoke = 56
- Dirty Honey = 57

## Date
| Data              | Città             | Stato               | Luogo                             | Artisti d'apertura | Biglietti venduti / Biglietti disponibili | Incasso      |
| Nord America      | Nord America      | Nord America        | Nord America                      | Nord America       | Nord America                              | Nord America |
| ----------------- | ----------------- | ------------------- | --------------------------------- | ------------------ | ----------------------------------------- | ------------ |
| 1º aprile 2016    | West Hollywood    | Stati Uniti         | Troubadour                        | N.D.               | 500 / 500                                 | $5.000       |
| 8 aprile 2016     | Las Vegas         | Stati Uniti         | T-Mobile Arena                    | 1                  | 28.849 / 28.849                           | $6.265.076   |
| 9 aprile 2016     | Las Vegas         | Stati Uniti         | T-Mobile Arena                    | 1                  | 28.849 / 28.849                           | $6.265.076   |
| 16 aprile 2016    | Indio             | Stati Uniti         | Empire Polo Club                  | N.D.               | N.D.                                      | N.D.         |
| 19 aprile 2016    | Città del Messico | Messico             | Foro Sol                          | 2                  | 131.198 / 131.198                         | $9.328.859   |
| 20 aprile 2016    | Città del Messico | Messico             | Foro Sol                          | 2                  | 131.198 / 131.198                         | $9.328.859   |
| 23 aprile 2016    | Indio             | Stati Uniti         | Empire Polo Club                  | N.D.               | N.D.                                      | N.D.         |
| 23 giugno 2016    | Detroit           | Stati Uniti         | Ford Field                        | 1                  | 44.439 / 44.439                           | $4.776.767   |
| 26 giugno 2016    | Landover          | Stati Uniti         | FedExField                        | 1                  | 41.208 / 48.186                           | $4.107.027   |
| 29 giugno 2016    | Kansas City       | Stati Uniti         | Arrowhead Stadium                 | 1                  | 40.387 / 49.385                           | $3.285.043   |
| 1º luglio 2016    | Chicago           | Stati Uniti         | Soldier Field                     | 1                  | 82.172 / 96.088                           | $8.843.684   |
| 3 luglio 2016     | Chicago           | Stati Uniti         | Soldier Field                     | 1                  | 82.172 / 96.088                           | $8.843.684   |
| 6 luglio 2016     | Cincinnati        | Stati Uniti         | Paul Brown Stadium                | 3                  | 32.516 / 33.845                           | $2.857.336   |
| 9 luglio 2016     | Nashville         | Stati Uniti         | Nissan Stadium                    | 4                  | 42.824 / 42.824                           | $4.765.878   |
| 12 luglio 2016    | Pittsburgh        | Stati Uniti         | Heinz Field                       | 5                  | 39.109 / 42.109                           | $3.810.026   |
| 14 luglio 2016    | Filadelfia        | Stati Uniti         | Lincoln Financial Field           | 5                  | 49.328 / 49.328                           | $4.883.474   |
| 16 luglio 2016    | Toronto           | Canada              | Rogers Centre                     | 6                  | 48.016 / 48.016                           | $5.370.460   |
| 19 luglio 2016    | Foxborough        | Stati Uniti         | Gillette Stadium                  | 7                  | 65.472 / 71.099                           | $8.302.575   |
| 20 luglio 2016    | Foxborough        | Stati Uniti         | Gillette Stadium                  | 7                  | 65.472 / 71.099                           | $8.302.575   |
| 23 luglio 2016    | East Rutherford   | Stati Uniti         | MetLife Stadium                   | 7                  | 100.177 / 100.177                         | $11.687.391  |
| 24 luglio 2016    | East Rutherford   | Stati Uniti         | MetLife Stadium                   | 7                  | 100.177 / 100.177                         | $11.687.391  |
| 27 luglio 2016    | Atlanta           | Stati Uniti         | Georgia Dome                      | 2                  | 41.508 / 41.508                           | $4.544.620   |
| 29 luglio 2016    | Orlando           | Stati Uniti         | Camping World Stadium             | 2                  | 40.702 / 40.702                           | $5.852.060   |
| 31 luglio 2016    | New Orleans       | Stati Uniti         | Mercedes-Benz Superdome           | 2                  | 32.894 / 40.215                           | $3.447.362   |
| 3 agosto 2016     | Arlington         | Stati Uniti         | AT&T Stadium                      | 2                  | 39.015 / 43.449                           | $4.786.948   |
| 5 agosto 2016     | Houston           | Stati Uniti         | NRG Stadium                       | 8                  | 49.778 / 49.778                           | $6.166.657   |
| 9 agosto 2016     | San Francisco     | Stati Uniti         | AT&T Park                         | 9                  | 38.173 / 38.173                           | $5.597.843   |
| 12 agosto 2016    | Seattle           | Stati Uniti         | CenturyLink Field                 | 1 ; 10             | 42.697 / 42.697                           | $5.237.966   |
| 15 agosto 2016    | Glendale          | Stati Uniti         | University of Phoenix Stadium     | 3 ; 11             | 44.110 / 48.914                           | $4.257.189   |
| 18 agosto 2016    | Los Angeles       | Stati Uniti         | Dodger Stadium                    | 2                  | 84.634 / 87.917                           | $8.917.758   |
| 19 agosto 2016    | Los Angeles       | Stati Uniti         | Dodger Stadium                    | 2                  | 84.634 / 87.917                           | $8.917.758   |
| 22 agosto 2016    | San Diego         | Stati Uniti         | Qualcomm Stadium                  | 2                  | 49.458 / 49.458                           | $5.337.634   |
| Sud America       |                   |                     |                                   |                    |                                           |              |
| 27 ottobre 2016   | Lima              | Perù                | Stadio monumentale                | 12                 | 44.228 / 44.228                           | $4.066.300   |
| 29 ottobre 2016   | Santiago del Cile | Cile                | Stadio nazionale del Cile         | 13                 | 62.375 / 63.200                           | $6.540.250   |
| 1º novembre 2016  | Rosario           | Argentina           | Stadio Gigante de Arroyito        | 14 ; 15            | 22.735 / 26.505                           | $2.778.110   |
| 4 novembre 2016   | Buenos Aires      | Argentina           | Stadio Monumental                 | 16                 | 105.026 / 112.756                         | $11.042.300  |
| 5 novembre 2016   | Buenos Aires      | Argentina           | Stadio Monumental                 | 16                 | 105.026 / 112.756                         | $11.042.300  |
| 8 novembre 2016   | Porto Alegre      | Brasile             | Stadio Beira-Rio                  | 17                 | 50.567 / 50.567                           | $4.192.340   |
| 11 novembre 2016  | San Paolo         | Brasile             | Allianz Parque                    | 18                 | 93.600 / 93.600                           | $10.761.300  |
| 12 novembre 2016  | San Paolo         | Brasile             | Allianz Parque                    | 18                 | 93.600 / 93.600                           | $10.761.300  |
| 15 novembre 2016  | Rio de Janeiro    | Brasile             | Stadio olimpico João Havelange    | 18                 | 50.234 / 50.234                           | $3.581.510   |
| 17 novembre 2016  | Curitiba          | Brasile             | Pedreira Paulo Leminski           | 18                 | 25.030 / 25.030                           | $2.638.780   |
| 20 novembre 2016  | Brasilia          | Brasile             | Stadio nazionale Mané Garrincha   | 18                 | 42.307 / 42.307                           | $2.981.050   |
| 23 novembre 2016  | Medellín          | Colombia            | Stadio Atanasio Girardot          | 19                 | 39.511 / 39.511                           | $5.443.000   |
| Centro America    |                   |                     |                                   |                    |                                           |              |
| 26 novembre 2016  | San José          | Costa Rica          | Stadio nazionale della Costa Rica | 20                 | 29.560 / 35.785                           | $2.520.280   |
| Nord America      |                   |                     |                                   |                    |                                           |              |
| 29 novembre 2016  | Città del Messico | Messico             | Palacio de los Deportes           | 3                  | 32.935 / 40.530                           | $2.637.421   |
| 30 novembre 2016  | Città del Messico | Messico             | Palacio de los Deportes           | 3                  | 32.935 / 40.530                           | $2.637.421   |
| Asia              |                   |                     |                                   |                    |                                           |              |
| 21 gennaio 2017   | Osaka             | Giappone            | Kyocera Dome                      | 21                 | 25.000 / 25.000                           | $2.900.000   |
| 22 gennaio 2017   | Kōbe              | Giappone            | World Memorial Hall               | 21                 | 5.000 / 5.000                             | $615.000     |
| 25 gennaio 2017   | Yokohama          | Giappone            | Yokohama Arena                    | 21                 | 8.000 / 8.000                             | $1.000.000   |
| 28 gennaio 2017   | Saitama           | Giappone            | Saitama Super Arena               | 22                 | 55.000 / 55.000                           | $7.460.000   |
| 29 gennaio 2017   | Saitama           | Giappone            | Saitama Super Arena               | 21                 | 55.000 / 55.000                           | $7.460.000   |
| Oceania           |                   |                     |                                   |                    |                                           |              |
| 2 febbraio 2017   | Wellington        | Nuova Zelanda       | Westpac Stadium                   | 5                  | 32.448 / 32.448                           | $3.617.500   |
| 4 febbraio 2017   | Auckland          | Nuova Zelanda       | Western Springs Stadium           | 5                  | 48.118 / 48.118                           | $5.545.210   |
| 7 febbraio 2017   | Brisbane          | Australia           | Queensland Sport Centre           | 23                 | 39.459 / 39.459                           | $4.441.060   |
| 10 febbraio 2017  | Sydney            | Australia           | ANZ Stadium                       | 23                 | 84.277 / 84.277                           | $9.245.210   |
| 11 febbraio 2017  | Sydney            | Australia           | ANZ Stadium                       | 5 ; 23             | 84.277 / 84.277                           | $9.245.210   |
| 14 febbraio 2017  | Melbourne         | Australia           | Melbourne Cricket Ground          | 5                  | 73.114 / 73.114                           | $8.816.760   |
| 18 febbraio 2017  | Adelaide          | Australia           | Adelaide Oval                     | 5                  | 33.713 / 33.713                           | $3.541.050   |
| 21 febbraio 2017  | Perth             | Australia           | Subiaco Oval                      | 5                  | 30.382 / 30.382                           | $3.084.270   |
| Asia              |                   |                     |                                   |                    |                                           |              |
| 25 febbraio 2017  | Singapore         | Singapore           | Changi Exhibition Centre          | 3 ; 5              | 50.088 / 50.088                           | $8.520.020   |
| 28 febbraio 2017  | Bangkok           | Thailand            | SCG Stadium                       | N.D.               | 17.400 / 17.400                           | $2.830.000   |
| 3 marzo 2017      | Dubai             | Emirati Arabi Uniti | Autism Rocks Arena                | 24                 | 26.502 / 26.502                           | $3.643.960   |
| Europe            |                   |                     |                                   |                    |                                           |              |
| 27 maggio 2017    | Slane             | Irlanda             | Slane Castle                      | 25 ; 26 ; 27       | 79.258 / 79.258                           | $8.304.358   |
| 30 maggio 2017    | Bilbao            | Spagna              | Stadio di San Mamés               | 3 ; 26             | 27.955 / 31.000                           | $2.826.445   |
| 2 giugno 2017     | Lisbona           | Portogallo          | Passeio Maritimo de Algés         | 3 ; 26             | 58.919 / 58.919                           | $4.796.915   |
| 4 giugno 2017     | Madrid            | Spagna              | Stadio Vicente Calderón           | 3 ; 26             | 50.101 / 50.101                           | $4.799.188   |
| 7 giugno 2017     | Zurigo            | Svizzera            | Letzigrund                        | 28 ; 29            | 42.425 / 42.425                           | $5.607.649   |
| 10 giugno 2017    | Imola             | Italia              | Autodromo Enzo e Dino Ferrari     | 28 ; 29            | 78.438 / 78.438                           | $6.743.838   |
| 13 giugno 2017    | Monaco di Baviera | Germania            | Stadio olimpico                   | 29 ; 30            | 66.795 / 66.795                           | $7.669.807   |
| 16 giugno 2017    | Londra            | Regno Unito         | London Stadium                    | 3 ; 30             | 139.267 / 139.267                         | $17.171.304  |
| 17 giugno 2017    | Londra            | Regno Unito         | London Stadium                    | 3 ; 30             | 139.267 / 139.267                         | $17.171.304  |
| 20 giugno 2017    | Danzica           | Polonia             | Stadion Energa Gdańsk             | 31 ; 32            | 42.571 / 42.571                           | $3.385.282   |
| 22 giugno 2017    | Hannover          | Germania            | Fiera di Hannover                 | 29 ; 31            | 70.015 / 70.015                           | $6.723.340   |
| 24 giugno 2017    | Werchter          | Belgio              | Werchter Festival Park            | N.D.               | 58.011 / 58.011                           | $5.928.398   |
| 27 giugno 2017    | Copenaghen        | Danimarca           | Telia Parken                      | 33 ; 34            | 48.094 / 48.094                           | $5.000.715   |
| 29 giugno 2017    | Stoccolma         | Svezia              | Friends Arena                     | 28 ; 34            | 53.654 / 53.654                           | $4.460.555   |
| 1º luglio 2017    | Hämeenlinna       | Finlandia           | Kantola Event Park                | 28 ; 35            | 55.033 / 55.033                           | $5.567.242   |
| 4 luglio 2017     | Praga             | Repubblica Ceca     | Letňany                           | 33                 | 49.756 / 50.000                           | $4.375.544   |
| 7 luglio 2017     | Saint-Denis       | Francia             | Stade de France                   | 3 ; 33             | 60.438 / 60.438                           | $5.439.491   |
| 10 luglio 2017    | Vienna            | Austria             | Stadio Ernst Happel               | 3 ; 5              | 54.847 / 54.847                           | $6.172.541   |
| 12 luglio 2017    | Nimega            | Paesi Bassi         | Goffertpark                       | 3 ; 33             | 65.101 / 65.101                           | $6.566.559   |
| Asia              |                   |                     |                                   |                    |                                           |              |
| 15 luglio 2017    | Tel Aviv          | Israele             | Hayarkon Park                     | 3                  | 57.204 / 57.300                           | $6.761.681   |
| Nord America      |                   |                     |                                   |                    |                                           |              |
| 20 luglio 2017    | New York          | Stati Uniti         | Apollo Theater                    | 30                 | N.D.                                      | N.D.         |
| 27 luglio 2017    | Saint Louis       | Stati Uniti         | The Dome at America's Center      | 36                 | 36.382 / 41.158                           | $3.533.972   |
| 30 luglio 2017    | Minneapolis       | Stati Uniti         | U.S. Bank Stadium                 | 36                 | 48.740 / 48.740                           | $5.567.052   |
| 2 agosto 2017     | Denver            | Stati Uniti         | Sports Authority Field            | 37                 | 41.445 / 44.806                           | $3.846.068   |
| 5 agosto 2017     | Little Rock       | Stati Uniti         | War Memorial Stadium              | 37                 | 26.400 / 33.102                           | $1.896.770   |
| 8 agosto 2017     | Miami             | Stati Uniti         | Marlins Park                      | 37                 | 37.834 / 37.834                           | $4.102.883   |
| 11 agosto 2017    | Winston-Salem     | Stati Uniti         | BB&T Field                        | 38                 | 32.847 / 34.139                           | $3.447.947   |
| 13 agosto 2017    | Hershey           | Stati Uniti         | Hersheypark Stadium               | 38                 | 31.087 / 31.087                           | $3.500.876   |
| 16 agosto 2017    | Orchard Park      | Stati Uniti         | New Era Field                     | 38                 | 32.245 / 35.630                           | $2.626.070   |
| 19 agosto 2017    | Montréal          | Canada              | Parco Jean Drapeau                | 39                 | 23.117 / 27.685                           | $2.539.510   |
| 21 agosto 2017    | Ottawa            | Canada              | TD Place Stadium                  | 39                 | 21.204 / 25.714                           | $2.144.550   |
| 24 agosto 2017    | Winnipeg          | Canada              | Investors Group Field             | 39                 | 30.741. / 30.741                          | $3.008.250   |
| 27 agosto 2017    | Regina            | Canada              | Mosaic Stadium                    | 39                 | 34.434 / 34.434                           | $3.463.640   |
| 30 agosto 2017    | Edmonton          | Canada              | Stadio del Commonwealth           | 39                 | 44.393 / 46.656                           | $4.780.270   |
| 1º settembre 2017 | Vancouver         | Canada              | BC Place                          | 25                 | 39.385 / 39.385                           | $4.039.950   |
| 3 settembre 2017  | George            | Stati Uniti         | The Gorge Amphitheatre            | 25                 | 15.781 / 22.000                           | $1.653.890   |
| 6 settembre 2017  | El Paso           | Stati Uniti         | Sun Bowl                          | 40                 | 39.780 / 43.123                           | $3.087.980   |
| 8 settembre 2017  | San Antonio       | Stati Uniti         | Alamodome                         | 40                 | 38.490 / 41.387                           | $3.859.017   |
| Sud America       |                   |                     |                                   |                    |                                           |              |
| 23 settembre 2017 | Rio de Janeiro    | Brasile             | Parco olimpico                    | N.D.               | N.D.                                      | N.D.         |
| 26 settembre 2017 | San Paolo         | Brasile             | Allianz Parque                    | N.D.               | N.D.                                      | N.D.         |
| 29 settembre 2017 | Santiago del Cile | Cile                | Stadio monumentale                | 41                 | 42.743 / 42.743                           | $4.140.000   |
| 1º ottobre 2017   | La Plata          | Argentina           | Stadio Città di La Plata          | 41                 | 45.000 / 45.000                           | $4.800.000   |
| Nord America      |                   |                     |                                   |                    |                                           |              |
| 8 ottobre 2017    | Filadelfia        | Stati Uniti         | Wells Fargo Center                | N.D.               | N.D.                                      | N.D.         |
| 11 ottobre 2017   | New York          | Stati Uniti         | Madison Square Garden             | N.D.               | 41.818 / 41.818                           | $6.160.000   |
| 12 ottobre 2017   | Newark            | Stati Uniti         | Prudential Center                 | N.D.               | N.D.                                      | N.D.         |
| 15 ottobre 2017   | New York          | Stati Uniti         | Madison Square Garden             | N.D.               | [ 32 ]                                    | [ 32 ]       |
| 16 ottobre 2017   | New York          | Stati Uniti         | Madison Square Garden             | N.D.               | [ 32 ]                                    | [ 32 ]       |
| 19 ottobre 2017   | Washington, D.C.  | Stati Uniti         | Capital One Arena                 | N.D.               | N.D.                                      | N.D.         |
| 22 ottobre 2017   | Boston            | Stati Uniti         | TD Garden                         | N.D.               | N.D.                                      | N.D.         |
| 23 ottobre 2017   | Hartford          | Stati Uniti         | XL Center                         | N.D.               | N.D.                                      | N.D.         |
| 26 ottobre 2017   | Cleveland         | Stati Uniti         | Quicken Loans Arena               | N.D.               | N.D.                                      | N.D.         |
| 29 ottobre 2017   | Toronto           | Canada              | Air Canada Centre                 | N.D.               | 25.724 / 25.724                           | $3.300.000   |
| 30 ottobre 2017   | Toronto           | Canada              | Air Canada Centre                 | N.D.               | 25.724 / 25.724                           | $3.300.000   |
| 2 novembre 2017   | Detroit           | Stati Uniti         | Little Caesars Arena              | N.D.               | N.D.                                      | N.D.         |
| 3 novembre 2017   | Louisville        | Stati Uniti         | KFC Yum! Center                   | N.D.               | N.D.                                      | N.D.         |
| 6 novembre 2017   | Chicago           | Stati Uniti         | United Center                     | N.D.               | N.D.                                      | N.D.         |
| 7 novembre 2017   | Milwaukee         | Stati Uniti         | BMO Harris Bradley Center         | N.D.               | 9.723 / 10.426                            | $1.403.070   |
| 10 novembre 2017  | Houston           | Stati Uniti         | Toyota Center                     | N.D.               | 10.523 / 10.523                           | $1.652.912   |
| 13 novembre 2017  | Nashville         | Stati Uniti         | Bridgestone Arena                 | N.D.               | 10.592 / 10.592                           | $1.523.956   |
| 14 novembre 2017  | Tulsa             | Stati Uniti         | BOK Center                        | N.D.               | 10.237 / 10.237                           | $1.349.098   |
| 17 novembre 2017  | Las Vegas         | Stati Uniti         | T-Mobile Arena                    | N.D.               | 14.250 / 14.250                           | $2.104.371   |
| 18 novembre 2017  | Sacramento        | Stati Uniti         | Golden 1 Center                   | N.D.               | 12.508 / 12.508                           | $1.691.893   |
| 21 novembre 2017  | Oakland           | Stati Uniti         | Oracle Arena                      | N.D.               | 13.520 / 13.520                           | $1.866.854   |
| 24 novembre 2017  | Los Angeles       | Stati Uniti         | Staples Center                    | N.D.               | 11.860 / 12.887                           | $1.806.668   |
| 25 novembre 2017  | Inglewood         | Stati Uniti         | The Forum                         | N.D.               | 22.215 / 25.322                           | $3.167.445   |
| 28 novembre 2017  | San Diego         | Stati Uniti         | Valley View Casino Center         | N.D.               | 6.886 / 7.969                             | $1.159.655   |
| 29 novembre 2017  | Inglewood         | Stati Uniti         | The Forum                         | N.D.               | [ 33 ]                                    | [ 33 ]       |
| Europa            |                   |                     |                                   |                    |                                           |              |
| 3 giugno 2018     | Berlino           | Germania            | Stadio olimpico di Berlino        | 42 ; 43            | 45.325 / 45.325                           | $4.689.975   |
| 6 giugno 2018     | Odense            | Danimarca           | Dyrskuepladsen                    | 42 ; 43            | N.D.                                      | N.D.         |
| 9 giugno 2018     | Castle Donington  | Regno Unito         | Circuito di Donington Park        | N.D.               | N.D.                                      | N.D.         |
| 12 giugno 2018    | Gelsenkirchen     | Germania            | Veltins-Arena                     | 10 ; 42            | 33.788 / 33.788                           | $4.589.404   |
| 15 giugno 2018    | Firenze           | Italia              | Ippodromo delle Cascine           | N.D.               | N.D.                                      | N.D.         |
| 18 giugno 2018    | Parigi            | Francia             | Base aerea di Brétigny-sur-Orge   | N.D.               | N.D.                                      | N.D.         |
| 21 giugno 2018    | Dessel            | Belgio              | Festivalpark Stenehei             | N.D.               | N.D.                                      | N.D.         |
| 24 giugno 2018    | Mannheim          | Germania            | Maimarktgelande                   | 10 ; 44            | 54.702 / 54.702                           | $5.110.455   |
| 26 giugno 2018    | Bordeaux          | Francia             | Matmut Atlantique                 | 10 ; 44            | 29.389 / 29.389                           | $2.419.001   |
| 29 giugno 2018    | Madrid            | Spagna              | Caja Mágica                       | N.D.               | N.D.                                      | N.D.         |
| 1º luglio 2018    | Barcellona        | Spagna              | Stadio olimpico Lluís Companys    | 45 ; 46            | 48.649 / 48.649                           | $4.370.000   |
| 4 luglio 2018     | Nimega            | Paesi Bassi         | Goffertpark                       | 45 ; 47            | 45.319 / 45.319                           | $4.746.570   |
| 7 luglio 2018     | Lipsia            | Germania            | Leipziger Festwiese               | 3 ; 44             | 42.587 / 42.587                           | $3.675.788   |
| 9 luglio 2018     | Chorzów           | Polonia             | Stadio della Slesia               | 3 ; 45             | 48.952 / 48.952                           | $3.901.072   |
| 13 luglio 2018    | Mosca             | Russia              | Otkrytie Arena                    | 48                 | N.D.                                      | N.D.         |
| 16 luglio 2018    | Tallinn           | Estonia             | Auditorium del Festival           | 45 ; 49            | 52.532 / 52.532                           | $11.145.958  |
| 19 luglio 2018    | Oslo              | Norvegia            | Valle Hovin                       | 3 ; 50             | 39.902 / 39.902                           | $4.394.141   |
| 21 luglio 2018    | Göteborg          | Svezia              | Ullevi                            | 3 ; 51             | 63.791 / 63.791                           | $5.520.341   |
| 24 luglio 2018    | Reykjavík         | Islanda             | Laugardalsvöllur                  | 3                  | N.D.                                      | N.D.         |
| Nord America      |                   |                     |                                   |                    |                                           |              |
| 3 novembre 2018   | Monterrey         | Messico             | Parco Fundidora                   | N.D.               | N.D.                                      | N.D.         |
| Asia              |                   |                     |                                   |                    |                                           |              |
| 8 novembre 2018   | Giacarta          | Indonesia           | Gelora Bung Karno Stadium         | N.D.               | 31.167 / 31.167                           | $2.504.246   |
| 11 novembre 2018  | Santa Maria       | Filippine           | Arena delle Filippine             | N.D.               | 24.638 / 30.220                           | $2.235.518   |
| 14 novembre 2018  | Kuala Lumpur      | Malaysia            | Sunway Lagoon                     | N.D.               | N.D.                                      | N.D.         |
| 17 novembre 2018  | Taoyuan           | Taiwan              | Taoyuan Baseball Stadium          | N.D.               | 20.360 / 20.360                           | $2.923.439   |
| 20 novembre 2018  | Hong Kong         | Hong Kong           | AsiaWorld–Expo                    | N.D.               | 22.233 / 22.233                           | $4.068.475   |
| 21 novembre 2018  | Hong Kong         | Hong Kong           | AsiaWorld–Expo                    | N.D.               | 22.233 / 22.233                           | $4.068.475   |
| 25 novembre 2018  | Abu Dhabi         | Emirati Arabi Uniti | du Arena                          | N.D.               | 31.500 / 31.500                           | $3.150.000   |
| Africa            |                   |                     |                                   |                    |                                           |              |
| 29 novembre 2018  | Johannesburg      | Sudafrica           | FNB Stadium                       | 52                 | 52.042 / 59.603                           | $3.092.383   |
| Nord America      |                   |                     |                                   |                    |                                           |              |
| 8 dicembre 2018   | Honolulu          | Stati Uniti         | Aloha Stadium                     | 53                 | 22.485 / 23.000                           | $2.113.556   |
| 21 settembre 2019 | Los Angeles       | Stati Uniti         | Hollywood Palladium               | N.D.               | N.D.                                      | N.D.         |
| 25 settembre 2019 | Charlotte         | Stati Uniti         | Spectrum Center                   | 54                 | 13.604 / 13.604                           | $1.999.538   |
| 28 settembre 2019 | Louisville        | Stati Uniti         | Kentucky Exposistion Center       | N.D.               | N.D.                                      | N.D.         |
| 1º ottobre 2019   | Jacksonville      | Stati Uniti         | VyStar Veterans Memorial Arena    | 54                 | 10.765 / 10.765                           | $1.645.694   |
| 4 ottobre 2019    | Austin            | Stati Uniti         | Zilker Park                       | N.D.               | N.D.                                      | N.D.         |
| 7 ottobre 2019    | Wichita           | Stati Uniti         | Intrust Bank Arena                | 55                 | N.D.                                      | N.D.         |
| 11 ottobre 2019   | Austin            | Stati Uniti         | Zilker Park                       | N.D.               | N.D.                                      | N.D.         |
| 13 ottobre 2019   | Manchester        | Stati Uniti         | Bonnaroo VIP Camping              | N.D.               | N.D.                                      | N.D.         |
| 15 ottobre 2019   | Lincoln           | Stati Uniti         | Pinnacle Bank Arena               | 56                 | 11.263 / 11.263                           | $1.378.675   |
| 18 ottobre 2019   | Guadalajara       | Messico             | Stadio Jalisco                    | N.D.               | 40.345 / 40.345                           | $3.623.129   |
| 20 ottobre 2019   | Tijuana           | Messico             | Stadio Caliente                   | N.D.               | 27.229 / 30.000                           | $2.734.260   |
| 23 ottobre 2019   | Oklahoma City     | Stati Uniti         | Chesapeake Energy Arena           | 3                  | 10.905 / 10.905                           | $1.447.993   |
| 25 ottobre 2019   | New Orleans       | Stati Uniti         | City Park                         | N.D.               | N.D.                                      | N.D.         |
| 29 ottobre 2019   | Salt Lake City    | Stati Uniti         | Vivint Smart Home Arena           | 3                  | 11.084 / 11.084                           | $1.436.175   |
| 1º novembre 2019  | Las Vegas         | Stati Uniti         | Il Colosseum al Caesars Palace    | 57                 | 8.329 / 8.329                             | $2.796.945   |
| 2 novembre 2019   | Las Vegas         | Stati Uniti         | Il Colosseum al Caesars Palace    | 57                 | 8.329 / 8.329                             | $2.796.945   |
| Totale            | Totale            | Totale              | Totale                            | Totale             | 4.189.774 / 4.328.230 (96,8%)             | $449.997.783 |